# 뚝배기

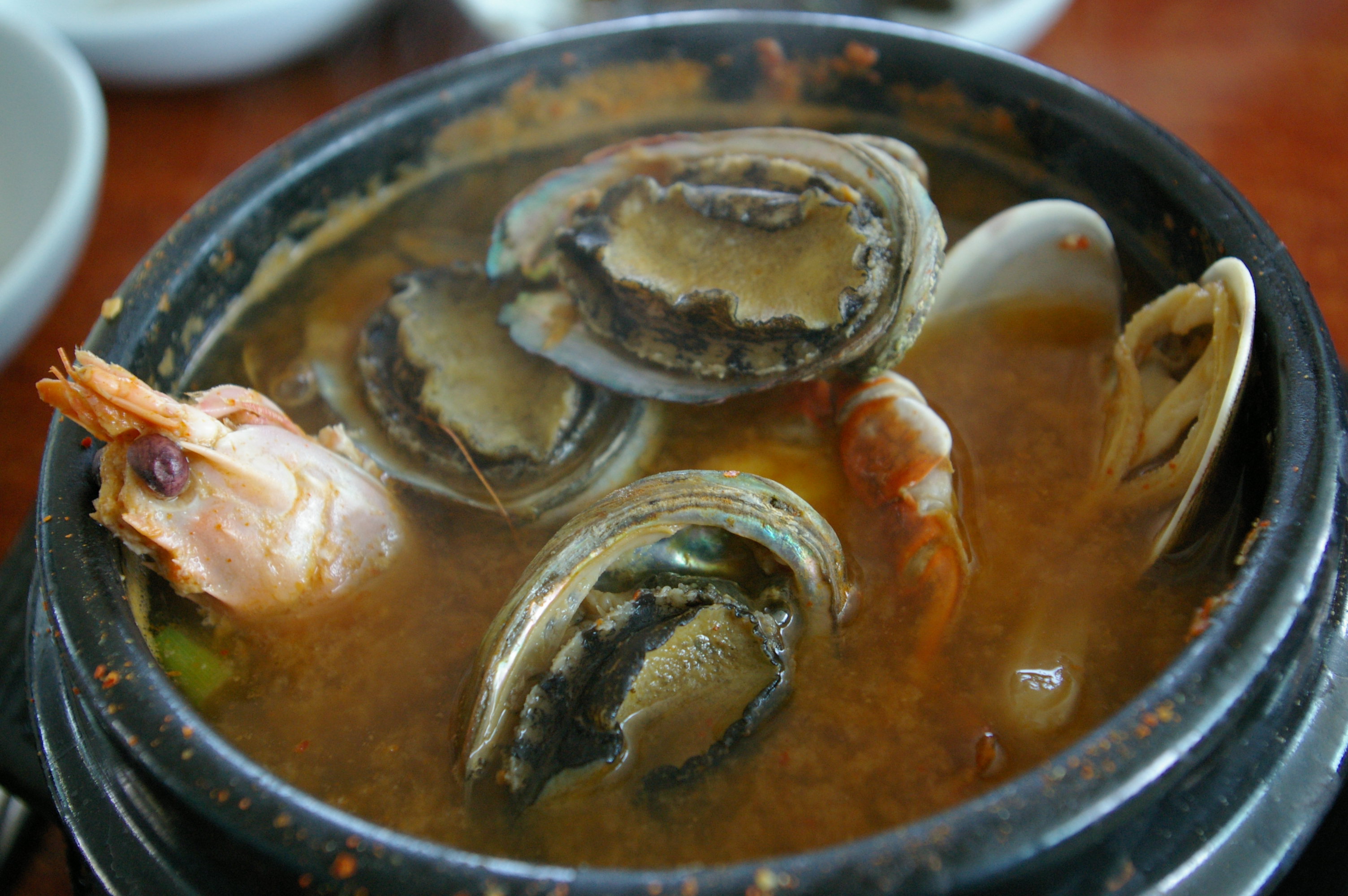
뚝배기 요리

뚝배기는 찌개, 지짐이, 조림 등을 끓이거나 설렁탕 등을 담을 때 쓰는 오지그릇이다. 대한민국 재래의 토속적인 그릇으로, 아가리가 넓고 속이 조금 깊으며, 크기는 대, 중, 소의 여러가지가 있다. 뚝배기는 지방에 따라 툭배기, 툭수리, 툭박이, 투가리, 둑수리 등으로 불린다. 그 중에서 물 한 컵이나 반 컵 정도 들어가는 작은 것을 알뚝배기라고 한다. 뚝배기는 냄비처럼 빨리 끓지 않는 단점이 있지만 일단 뜨거워진 것은 쉽게 식지 않으므로 겨울철에 따끈한 음식을 먹을 때 좋다.

## 역사
뚝배기는 고려시대부터 만들어졌다고 알려져 있으며, 조선시대에 널리 사용되었고 오늘날에 이르기까지 우리 식탁에서 자주 볼 수 있다. 이달충의 시에는 “질뚝배기에 들고 오는 허연 막걸리”라는 구절이 등장하기도 한다. 이것으로 보아 서민들이 평소 마시거나 잔치 때 탁주를 즐겨 마셨으며, 질뚝배기를 사용하였다는 점을 알 수 있다. 이달충이 고려시대 인물인 것으로 감안하면 적어도 뚝배기는 고려시대에는 이미 만들어져 사용되고 있음을 확인할 수 있다.

### 제주도의 뚝배기

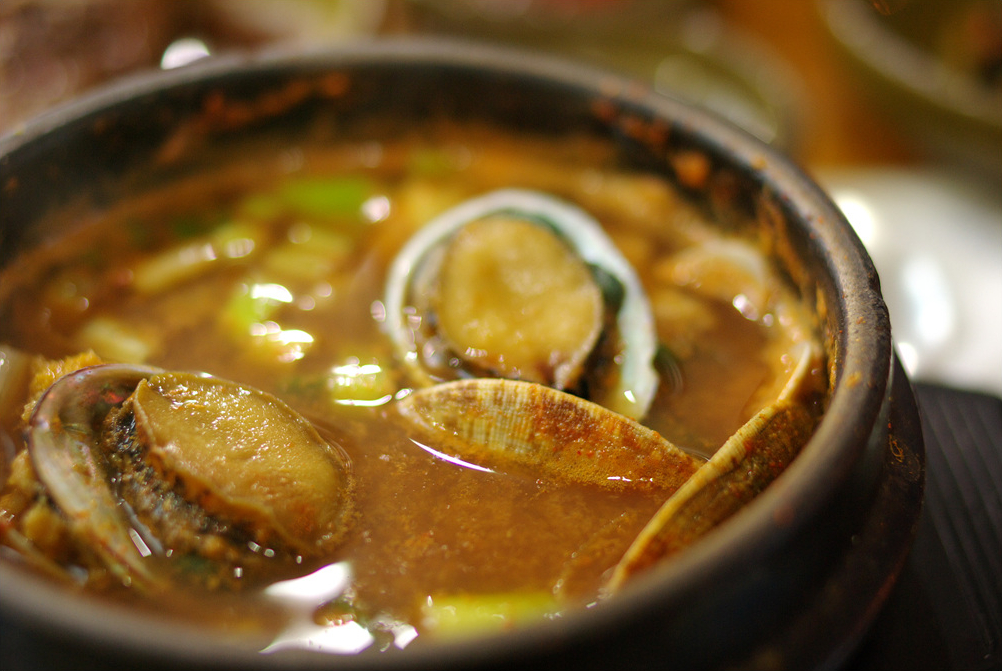
제주향토음식인 오분자기 뚝배기

뚝배기는 제주의 음식문화에서 상용화된 시기가 그리 오래되지 않았다. 제주 이외의 지역의 경우 이미 고려시대부터 비롯되어 조선시대에 활발히 사용되어온 것으로 확인되고 있으나 제주의 경우에는 이 질그릇을 사용하여 음식을 조리할 필요가 없었기 때문에 사실상 제주옹기에서는 뚝배기가 발견되지 않는다. 외지 사람들이 드나들던 일부 관아에서나 기방 등에서는 사용했을 가능성이 있으나 일반 가정의 음식에서는 뚝배기를 사용하지 않고 유기 그릇이나 백자 그릇을 사용하는 것이 일반적이었기 때문에 이 또한 일반화 되지는 않았을 것임을 추정해 볼 수 있다. 90세 이상의 연령을 지닌 주제의 고연령 주민들의 증언에 따르면 해방이후 간간히 보이긴 하였으나 실제로 일반화 된 것은 불과 2~30여년에 지나지 않는다고 전한다. 제주의 전통음식에는 뚝배기를 활용할만한 탕이나 찌개와 유사한 음식이 없는 것 또한 제주도에서 전통적으로 뚝배기를 사용하지 않았음을 증명한다.

## 제작
뚝배기의 제작 방식은 일반 도자기와 크게 다르지 않다. 그러나 제작에 쓰이는 재료에는 약간의 차이가 있다. 원료로는 주로 지리산 인근에서 출토되는 고령토와 황토를 이용한다. 이 고령토와 황토는 원적외선을 함유하고 있어 내열성이 강해 뚝배기 원료로 사용된다.

### 공정 과정
공정은 먼저 반죽으로부터 시작된다. 그 뒤 1차 건조로서, 틀에 넣어 서늘한 곳에 말린다. 사포로 정리한 후 유약 바른 다음 2차 건조를 시작한다. 마지막으로 1300도 이상에서 12시간 정도 구우면 뚝배기가 완성된다.

## 형태 및 특징
뚝배기는 지역에 따라 모양이 각기 다르다. 겉모양은 투박하고 안쪽은 매끄러우며, 흑갈색을 띠는게 보통이다.
- 중부 지방의 뚝배기는 깊이가 깊고(약10~15cm), 밑마닥이 입구보다 약간 좁으며 측면은 직선형을 이룬다. 알뚝배기는 대개 배가 퍼진 곡선형이다.
- 동해안 지방의 뚝배기는 깊이가 얕고 배가 둥글게 곡선을 이루어서 마치 국대접의 주둥이를 오므려놓은 것 같은 모양이다.

중부 지방과 동해안 지방의 뚝배기 모양의 차이는 빗살무늬토기에서 민무늬토기로 이어진 시대의 바리형토기 유물에 있는 기형의 차이와 흡사하다.

## 종류
뚝배기는 제작과정과 용도에 따라 분류할 수 있다. 그러나 모두 구운 후 유약처리를 때문에 외관상의 차이는 거의 없으며 가격 또한 비슷하다.

### 제작과정에 따른 분류
- 오지그릇: 오지뚝배기는 붉은 진흙으로 만들어 볕에 말리거나 약간 구운 다음 다흑색(茶黑色)의 잿물을 입혀 다시 구워 만든 것으로, 검붉은 윤이 나고 질긴 것이 그 특징이다. 오지뚝배기는 고대토기에서 한단계 발전한 김해토기를 거쳐, 8세기를 전후한 통일신라기에 토기에다 유약을 바르는 수법이 이어진 것이다.
- 질그릇: 질뚝배기는 오지뚝배기처럼 만드나 잿물을 입히지 않은 것으로 겉면이 태석태석하고 윤기가 없다. 이러한 질뚝배기는 신석기인들이 만들어 쓰던 즐문토기(櫛文土器)에서 청동기시대의 무문토기(無文土器)로 이어지던 고대의 토기 공정(工程)이 거의 그대로 이어진 것이라고 볼 수 있다.[6]

### 용도별 분류
- 내열 뚝배기: 내열 뚝배기는 1,200°C의 고온에서 구워내 열에 견디는 성질이 강한 뚝배기이다. 내열 뚝배기는 된장찌개나 계란찜과 같이 끓여내는 음식에 적합하다.
- 일반 뚝배기: 일반 뚝배기는 800°C의 저온에서 구워 열에 견디는 성질이 약한 뚝배기이다. 재료인 흙의 배합도 내열 뚝배기와 차이를 보인다. 일반 뚝배기는 설렁탕이나 국밥과 같이 담아내는 음식에 적합하다.

## 뚝배기를 이용한 요리
뚝배기의 사용은 천천히 열을 올려 익히거나, 오랜 시간 동안 푹 고아야 하는 요리에 적합하다.
반면, 강불에 급히 열을 올려야 하는 요리나, 물기가 없는 요리를 할 때에는 뚝배기를 사용하지 않는 것이 좋다.

### 뚝배기를 사용하면 좋은 요리
- 찌개 : 뚝배기를 이용하여 오랫동안 끓이면 좀 더 깊은 맛을 낼 수 있다.
- 탕 : 뚝배기를 이용하면 따뜻한 채로 오랫동안 유지할 수 있어서 좋다.
- 밥 : 뚝배기를 이용하여 영양밥 등을 요리하면 식사가 끝난 후 누룽지를 만들기에 좋다.
- 조림 : 뚝배기를 이용하면 양념이 속까지 고루 배어들게 할 수 있어서 좋다.
- 찜 : 뚝배기를 이용하여 오랫동안 졸이면 재료를 속까지 고루 익힐 수 있어서 좋다.
- 죽 : 뚝배기를 이용하여 죽을 끓이면 쌀이나 각종 재료들을 푹 무르게 할 수 있어서 좋다.

### 뚝배기를 사용하지 않는 것이 좋은 요리
- 면 : 급히 열을 올려 팔팔 끓는 물에 면을 넣어 익힌 후 빨리 식혀줘야 하는 면류에는 뚝배기를 사용하지 않는 것이 좋다.
- 볶음 : 물기가 없이 기름에 볶아야 하는 요리에는 뚝배기를 사용하지 않는 것이 좋다.

## 뚝배기의 사용
뚝배기가 가열된 상태에서 찬물을 붓거나 내용물이 없는데 불을 켜서 달구면 뚝배기가 갈라지거나 깨질 우려가 있다. 따라서 뚝배기에 요리할 때는 용기를 사용하기 전에 물을 담가두어 금이 가는 것을 막는 것이 안전하다. 조리 과정에서 처음부터 강한 불을 사용하는 것은 뚝배기의 수명에 좋지 않으며, 내용물이 끓어오르기 시작하면 약한 불로 조리해야 물이 넘치거나 타지 않는다.

### 보관
새 뚝배기를 보관할 때는 뚝배기에 식용유를 바른 후 물을 70%정도 붓고 약한 불에서 센 불로 끓여주면 내구성이 좋아진다. 또한 뚝배기를 사용한 후에는 깨끗하게 닦고, 그늘에 반나절 정도 말려서 보관해야 한다. 자주 사용하는 뚝배기는 그 안에 물을 담아두는 것이 좋고, 오래 사용하지 않을 경우에는 통풍이 잘 되는 곳에 비치하는 것이 좋다. 뚝배기에 곰팡이가 슬었다면 물에 담가 두었다가 세척한 후 쌀뜨물을 받아 끓여서 햇볕으로 말려야 다시 사용할 수 있다.

### 세척
뚝배기는 ‘숨을 쉬는 그릇'으로 용기 사이사이에 틈이 존재한다. 따라서 일반 세제로 세척하게 되면 세제성분이 그릇에 베어 조리시 세젯물이 나올 수 있으므로 쌀뜨물, 베이킹 소다, 밀가루, 귤껍질 등을 이용하여 세척하는 편이 좋다.
- 쌀뜨물: 세 번째로 씻어낸 쌀뜨물로 뚝배기를 씻거나 뚝배기에 쌀뜨물을 부어 두었다가 헹궈낸다. 뚝배기에 쌀뜨물을 넣고 끓이면 쌀뜨물 속에 들어 있는 가루가 기포 사이를 막아서 뚝배기의 미세한 입자가 메워짐으로써 용기의 내구성이 좋아진다.
- 베이킹 소다: 뚝배기에 물과 베이킹 소다 한 스푼을 넣고 끓여낸 뒤 헹궈내면 베이킹소다가 지방산을 중화시켜 기름때가 잘 지워진다.
- 밀가루: 밀가루 한 스푼을 풀어낸 물에 뚝배기를 씻어준다.
- 귤껍질: 뚝배기를 귤껍질로 문지른 후 깨끗한 물로 헹궈낸다. 귤껍질의 구연산이 음식물 찌꺼기를 제거하는 역할을 한다.

### 받침
뚝배기는 용기가 고온을 유지하기 때문에 뚝배기 받침과 같이 사용하는 것이 보통이다. 받침은 멜라민 소재와 나무 소재의 두 종류가 있으며, 흔히 사용되는 멜라민 소재 받침은 개당 600~700원, 나무 소재는 개당 3천원 정도로 판매된다. 일부 식당에서는 받침을 사용하지 않고, 테이블에 스테인리스 덧대를 사용하여 받침 없이 뚝배기를 사용하기도 한다.

## 문화적 관점

### 관용어구
한국어에서 쓰는 관용어구 중 뚝배기라는 단어가 포함된 것은 다음과 같다.
- 뚝배기 깨지는 소리

1. 음성이 곱지 못하고 탁한 것을 이르는 말.
2. 잘 못하는 노래나 말을 비유적으로 이르는 말.

(예문) 원체가 곰처럼 주변머리가 없고, 무뚝뚝한 성격인데다, 새파란 것들이 수염까지 건드리며, 동무 어쩌고 방정을 떠는 것이 몹시 쏘였던지 말이 뚝배기 깨지는 소리였다. - 송기숙 <자랏골의 비가>
- 뚝배기 깨고 국 쏟았다.(뚝배기 깨고 장 쏟는다)

1. 한 가지 실수로 여러 번에 걸쳐 손해를 보게 된다는 뜻으로 비유하는 말.

<같은표현>독 깨고 장 쏟는다.
- 뚝배기보다 장맛이 좋다.

1. 겉모양은 보잘것없으나 내용은 훨씬 훌륭함을 이르는 말.

<같은표현>꾸러미에 단 장 들었다, 장독보다 장맛이 좋다.
(예문) "핫핫핫, 개천에서 용 났네 그래."
"툭사발이보다 장맛이 났구마는....."
학부형들은 노골적으로 비아냥거리기 시작했고, 다소 실망하는 눈치들도 엿보였다. - 김춘복 <쌈짓골>
- 뚝배기에는 장을 끓이게 마련이다.

1. 무엇이든지 제 용도에 맞게 쓰일 수밖에 없다는 뜻.

- 나무 뚝배기 쇠 양푼 될까

1. 본바탕이 나쁜 사람이 훌륭한 사람으로 변할 수는 없음을 이르는 말

<같은표현>우마가 기린 되랴.
- 뚝배기로 개 때리듯

1. 제 분에 못 이겨 공연한 화풀이를 했지만 별로 시원하지도 않은 경우를 비유적으로 이르는 말.

(예문) 뚝배기로 개패듯 했던 아까 할아버지의 고함소리가 귓가에 살아왔다. - 송기숙 <도깨비 잔치>
- 뚝배기로 개 패는 소리

1. 무척 요란스럽다는 뜻으로 빗대는 말

(예문) "한놈이라도 나가는 놈이 잇기만 해봐!" 영감은 뚝배기로 개 팬 소리로 산을 쩡쩡 울렸다. - 송기숙 <자랏골의 비가>
- 뚝배기로 개 어른다.

1. 부드러운 언행과 미끼로 사람이나 짐승을 어른다는 뜻

(예문) "... 첨에는 뚝배기로 개어르는 상판이더라마는, 내가 하도 쥐앙정을 읽어싼께 그런가 으짠가, 요새는 그런 소리를 해도 잠잠한 것이 누그러진 성부르다..." - 송기숙 <자랏골의 비가>
- 뚝배기에 든 두꺼비 표정

1. 멍한 표정을 하고 있다는 뜻으로 빗대는 말

(예문) "... 해도 방불해사제 밑구녁까지 폴아서 사내놈들 맥애살리는 사당패가 멋이 좋다고 거그서 안 나오겄다고 버티냐 말이여. 문둥이떼는 그래도 밑구녁은 안 폰다." 막똥이는 뚝배기에 든 두꺼비처럼 멍청한 표정으로 뇌었다. - 송기숙 <녹두장군>

### 한 뚝배기 하실래예?
한국에서 뚝배기 하면 흔히 떠올리곤 하는 "한 뚝배기 하실래예?"라는 문장은 로버트 할리가 등장한 쌀국수 뚝배기 CF에서 유래한다. 본래부터 한국에 존재하는 속담이나 표현이 아닌 것으로 로버트 할리의 CF가 인터넷 상에서 급속도로 번지며 한국인의 귀에 낯익게 되었다. 이 CF에서의 "한 뚝배기 하실래예?"라는 대사는 수많은 패러디 컨텐츠를 양산하였으며, 특별한 뜻을 지니지는 않는다.

## 같이 보기
- 돌솥
- 옹기